# Nozze di Vittorio Emanuele III
Il Nozze di Vittorio Emanuele III, noto anche come Nozze del Principe, è un francobollo non emesso del Regno d'Italia che doveva commemorare le nozze del principe ereditario Vittorio Emanuele con Elena del Montenegro, celebrate il 24 ottobre 1896.
Ufficialmente il valore non fu emesso per mancanza di tempo. Molti osservatori però obiettano che nello stesso periodo l'Officina Carte Valori aveva messo in vendita la cartolina postale celebrativa ed il foglietto erinnofilo. Sulla base di queste emissioni si ritiene quindi che il tempo vi fosse stato, ma per altri motivi si sia preferito rinunciare. Tra i motivi più probabili vi è la volontà di non aprire contrasti con l'Unione Postale Universale, già impegnata a dirimere controversie con altri paesi membri, come la Germania, che si opponevano alle emissioni di francobolli speciali ed avevano preso di mira San Marino per la serie emessa nel 1894 e dedicata al Palazzo Pubblico. Tale serie fu considerata "scandalosa", in quanto una "festa paesana" occupava un posto riservato fino a quel punto ai sovrani: la vignetta dei francobolli.